# Nébing
Nébing – miejscowość i gmina we Francji, w regionie Grand Est, w departamencie Mozela.
Według danych na rok 1990 gminę zamieszkiwały 354 osoby, a gęstość zaludnienia wynosiła 48 osób/km² (wśród 2335 gmin Lotaryngii Nébing plasuje się na 702. miejscu pod względem liczby ludności, natomiast pod względem powierzchni na miejscu 801.).